# Alto de Baviera
Alto o Altón de Baviera o de Altomünster (s. VIII - Baviera, 760), fue un abad germánico del siglo VIII, fundador y abad en Baviera, venerado como santo por la Iglesia católica.

## Hagiografía
Se sabe poco de su origen. Algunos autores afirman que era de origen inglés, y otros que era de origen irlandés. Esta última parece ser la más acertada teoría. De cualquier manera su origen era germánico.
La memoria de su vida fue conservada por un monje germánico de nombre Otloh, quien vivió en el monasterio de San Emmeran de Ratisbona en 1060, y es quien afirma que era escocés, y que fue compañero de San Virgilio de Salzbürg
Ingresó a la orden benedictina, siendo previamente un ermitaño más Se trasladó a Ausburgo, y luego, al llegar a Baviera, fundó el ya citado monasterio de Altomünster, que significa "Monasterio de Alto", el cual, además le da nombre a la ciudad actual. El terreno, que era parte de un bosque, le fue donado por el rey franco Pipino el Breve, y la iglesia fue consagrada por San Bonifacio, en el 750. Llegó a ser abad del monasterio fundado por él
Existen leyendas en torno a la edificación del monasterio, como que por ejemplo, los animales silvestres le ayudaron a Alto a construirlo, y que a falta de agua en la construcción, él hizo brotar una fuente.
Falleció en la Abadía de Altomünster, en el 760.

## Onomástico y Culto público

### Abadía de Altomünster
El monasterio fue abierto en el siglo VIII, con una misa donde se afirmó que la hostia consagrada se transformó en un Niño. Además de su consagración por San Bonifacio, fue por mucho tiempo un centro de cultura y arte.
Con el paso del tiempo, este decayó hasta tal punto que se afirma que el espíritu de Alto se le apareció al duque de Baviera en el año 1000, para ordenarle que restaurara el templo, que actualmente está ocupado por las brigidinas.

### Memoria litúrgica
Se le conmemora actualmente el 9 de febrero. Anteriormente su memoria litúrgica se celebraba el 5 de noviembre, pero el traslado de sus restos hizo que también se mudara su celebración. Altomünster, Weingarten y Freising, eran sus centros de culto, pero luego la devoción se extendió luego por toda Baviera.